# Union Station (Chicago)
Pour les articles homonymes, voir Union Station.
Union Station est une gare de la ville de Chicago (Illinois). Elle a ouvert ses portes en 1925 en remplacement du précédent édifice de 1881, elle est aujourd'hui la seule gare de Chicago à recevoir des trains interurbains de l'Amtrak.
Union Station est la principale gare Amtrak dans la région du Midwest. Tout en desservant les trains de voyageurs longue distance, c'est également le terminus du centre-ville de Chicago de six lignes du réseau de trains de banlieue Metra. La gare est située dans le secteur de Near West Side, juste à l'ouest de la rivière Chicago entre West Adams Street et West Jackson Boulevard, non loin du secteur financier du Loop (Downtown Chicago).
Son nom vient du fait que de nombreuses gares à travers les États-Unis sont partagées par plusieurs compagnies de chemin de fer. Union Station est la troisième gare à occuper le site entre West Adams Street et West Jackson Boulevard. Elle est connue sous l'acronyme CUS, ainsi que par son code de gare : Amtrak CHI.

## Présentation
Union Station a été construite sur la rive ouest de la rivière Chicago et mesure neuf pâtés et demi de maisons de taille presque entièrement en souterrain (seul son impressionnant hall ne l’est pas ; enfouis sous les rues et les gratte-ciel environnants). Ceci explique entre autres que la gare soit réputée pour être l'une des plus sombres du pays et, malgré des investissements récents, les vitraux du hall central ne suffisent pas à l'éclairer. Union Station appartient aujourd'hui à la société Amtrak.
Située entre Adams Street et Jackson Boulevard dans le secteur de Near West Side, à proximité directe du centre-ville de Chicago (juste à l'ouest du Loop), Union Station est actuellement desservie par l'ensemble des trains Intercity à Chicago (Amtrak) mais aussi par les lignes du réseau de trains de banlieue Metra desservant la région métropolitaine de Chicago.
Union Station est une gare très fréquentée : en 2007, 54 000 personnes l'utilisent sur une base quotidienne, dont 6 000 passagers Amtrak. Ces résultats la classent comme la plus grande gare de Chicago, devant le Ogilvie Transportation Center et la Millennium Station.
La gare est très connue pour l'un de ses deux grands escaliers où entre autres, s'est déroulée une célèbre scène du film Les Incorruptibles (1987) de Brian De Palma avec Kevin Costner, Robert De Niro, Sean Connery et Andy Garcia.
Contrairement aux autres grandes gares interurbaines américaines comme Grand Central Terminal et Penn Station à New York, 30th Street Station à Philadelphie et l'Union Station de Los Angeles, Union Station ne dispose pas de connexion directe au système de métro de la ville de Chicago, il faut marcher environ un bloc au sud de la gare pour rejoindre la station Clinton sur la ligne bleue. Toutefois, vu sa position centrale à proximité du secteur financier du Loop, la plupart des navetteurs marchent pour rejoindre leur travail. La gare offre des liaisons directes avec plusieurs autorités de transports en commun, notamment les bus de la Chicago Transit Authority (CTA).
Trois stations de vélos en libre-service Divvy se trouvent à proximité de la gare.

## Histoire
Le 7 avril 1874, les compagnies Pennsylvania Company, Chicago, Burlington and Quincy Railroad, Michigan Central Railroad, Chicago and Alton Railroad, Chicago, Milwaukee and St. Paul Railway, ont signé un accord pour la construction d'une gare sur un terrain appartenant à la Pittsburgh, Fort Wayne and Chicago Railway Company entre Van Buren Street et Madison Street sur le côté ouest de la rivière Chicago.
Les quatre entreprises exploitèrent la gare dès son ouverture en 1881.
Le deuxième grand hall d'Union Station a été construit par la compagnie Chicago Union Station appartenant à toutes les entreprises qui ont utilisé la première station et qui gère les affaires opérationnelles entre celles-ci.
L'architecte de l'Union Station était Daniel Burnham (connu à Chicago pour avoir initié le fameux Plan Burnham), qui est décédé avant son achèvement. La firme de Graham, Anderson, Probst & White a terminé le travail en suivant les dessins et modèles de Burnham. Les travaux ont débuté en 1913 et la gare a ouvert le 16 mai 1925, bien que certains travaux de construction n'étaient pas encore complètement terminés. La construction fut retardée par la Première Guerre mondiale, les pénuries de main-d’œuvre et les grèves. La gare de Union Station fait partie des douze gares construites sous le style Beaux-Arts de l'époque appelée « American Renaissance », qui combine l'architecture traditionnelle, technologie moderne et intégration des tracés de circulation dans le panorama urbain.
Avant la grande réorganisation des trains nationaux et leur centralisation à Union Station, la gare était déjà desservie par des lignes dans toutes les directions. Aujourd'hui, la gare néo-classique est le dernier terminal de chemin de fer encore utilisé par des trains Intercity à Chicago (Amtrak).

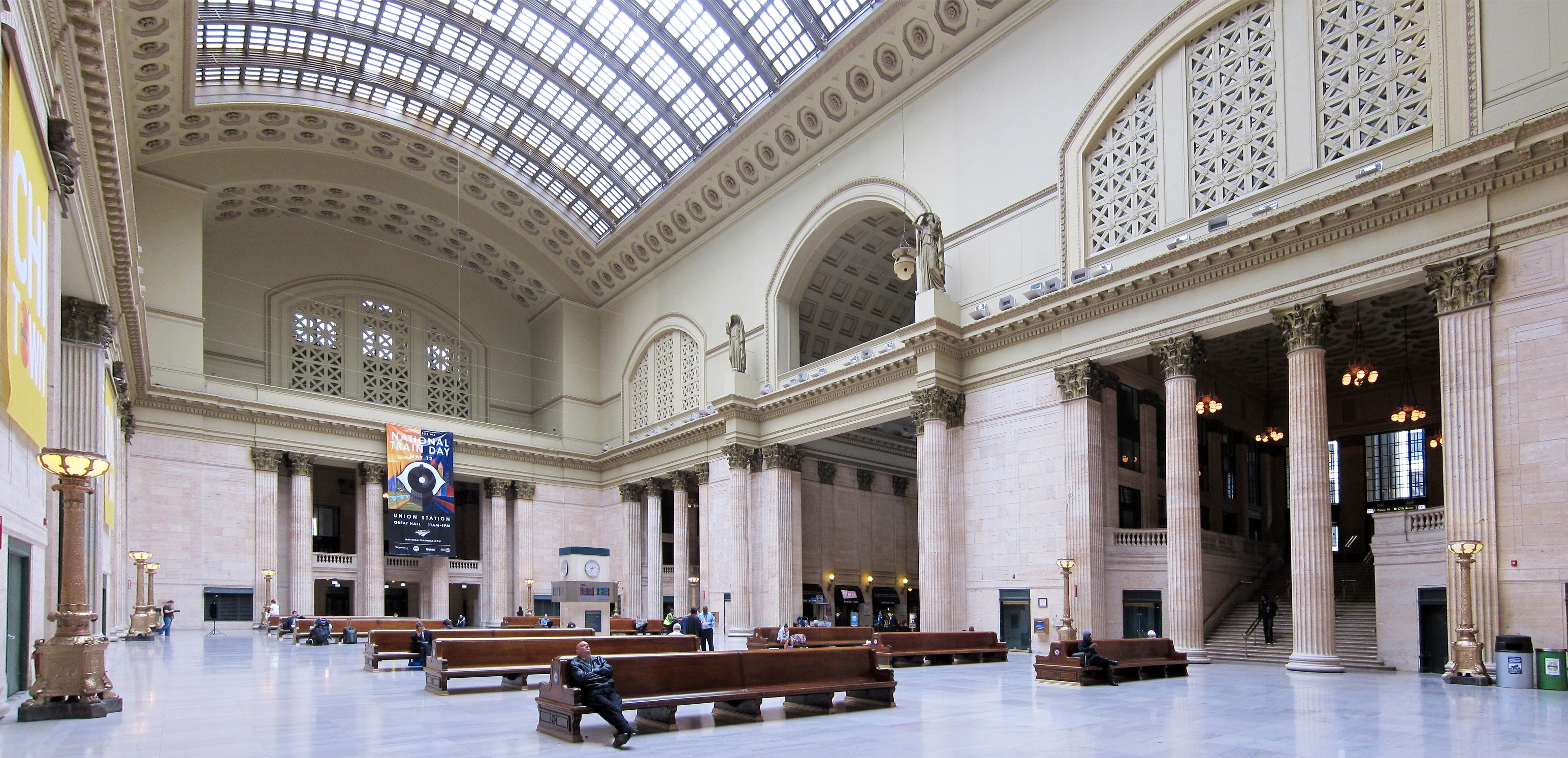
Le Great Hall de Union Station.

Après son achèvement, Union Station fut considéré comme l'un des bâtiments ferroviaires les plus remarquables des États-Unis : Le "Great Hall" d'une hauteur de 34 mètres est l'un des plus impressionnants dans son genre aux États-Unis avec ses puits de lumière voûtés, la statuaire, les lobbies de connexion entre trains, les escaliers et ses balcons. D'énormes bancs de bois sont disposés dans le hall pour les voyageurs en attente de leur train.
Au cours de la Seconde Guerre mondiale, la gare connut son apogée : sa fréquentation était de 300 trains et 100 000 passagers quotidiens.
En 1969, la gare avait perdu énormément de son flot de passagers si bien qu'il fut envisagé de démolir entièrement Union Station et de dévier le trafic vers d'autres gares de Chicago. Toutefois, son utilité pour la fluidité du trafic à Chicago prouvée, empêcha sa destruction et le Great Hall fut rénové en 1992 par le cabinet Lucien Lagrange & Associate.

## Les correspondances

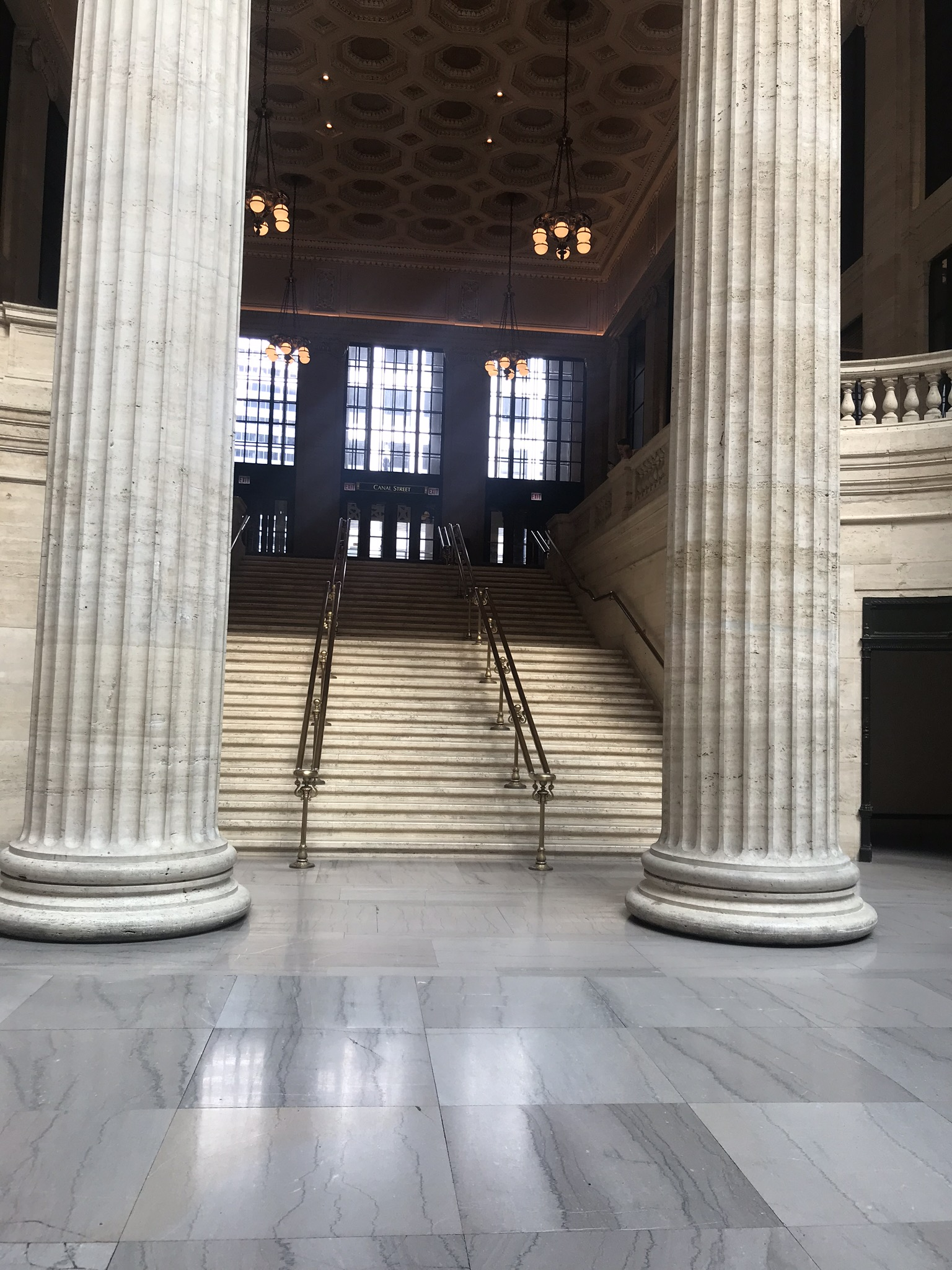
Les célèbres escaliers dans le film Les Incorruptibles.

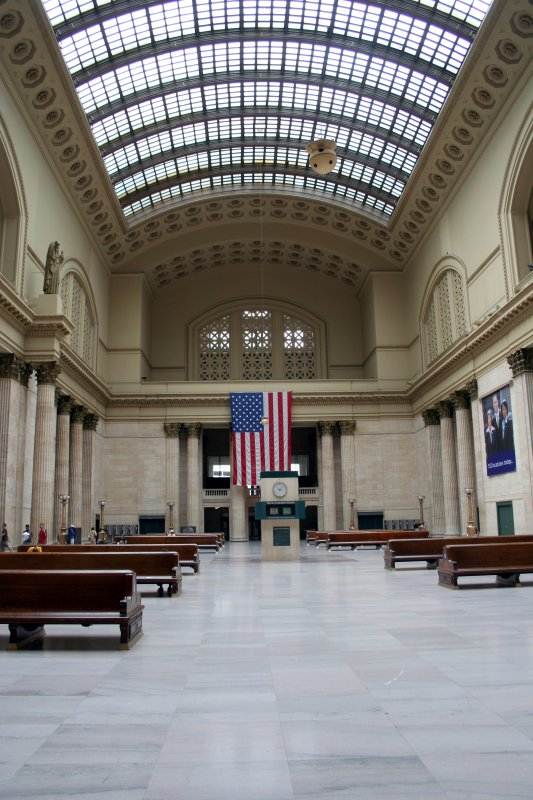
Le Great hall.

Union Station offre aujourd’hui de nombreuses correspondances directes au bus ou à pied vers d’autres modes de transport de la ville de Chicago ou vers d'autres villes américaines desservies par l'Amtrak.

### Chicago Transit Authority
Avec les bus urbains de la Chicago Transit Authority (CTA) :
1. 1 Indiana / Hyde Park
2. 7 Harrison
3. 14 Jeffery Express (Madison Entrance)
4. 19 United Center Express (Madison Entrance)
5. 20 Madison (Madison Entrance) (Owl Service - Service de nuit)
6. X20 Express Madison (Madison Entrance)
7. X28 Stony Island Express
8. 38 Ogden / Taylor (Madison Entrance)
9. 56 Milwaukee
10. 60 Blue Island / 26th (Owl Service - Service de nuit)
11. 120 Ogilvie / Wacker Express (Madison Entrance)
12. 121 Union / Wacker Express
13. 122 Illinois Center / Ogilvie Express (Madison Entrance)
14. 123 Illinois Center / Union Express
15. 124 Navy Pier
16. 125 Water Tower Express
17. 126 Jackson
18. 128 Soldier Field Express (Jeu de match uniquement)
19. 129 West Loop / South Loop
20. 130 Museum Campus (service estival seulement)
21. 151 Sheridan (Owl Service - Service de nuit)
22. 156 LaSalle
23. 157 Streeterville
24. 192, University of Chicago Hospitals Express

### Megabus
Les Megabus sont des systèmes de transport interurbain par bus au départ de Chicago et de New York.
- M1 Chicago, Ann Arbor, Détroit.
- M2 Chicago, Milwaukee, Minneapolis.
- M3 Chicago, Toledo, Cleveland.
- M5 Chicago, Saint-Louis, Columbia, Kansas City.
- M6 Chicago, Indianapolis, Columbus, Cincinnati.
- M7 Chicago, Memphis.

### Métro de Chicago
La gare se trouve à un block au nord de la station Clinton où roule la ligne bleue du métro de Chicago : 
█ Ligne bleue
Elle se trouve également à 3 blocks à l'ouest de la station Quincy sur l'Union Loop :
█ Ligne orange
█ Ligne brune
█ Ligne mauve
█ Ligne rose